# アルバロ・ヒメネス
アルバロ・ヒメネス・カンデラ（Álvaro Giménez Candela、1991年5月19日 - ）は、スペイン・エルチェ出身のサッカー選手。ラシン・フェロル所属。ポジションはFW。

## 経歴
エルチェCFの下部組織出身。同クラブでプロデビューを果たすも、結果を残せず退団。以降はスペイン下位リーグのクラブを渡り歩く。
2018年7月2日、フリーエージェントだったヒメネスはセグンダ・ディビシオンのUDアルメリアに移籍した。第4節のCAオサスナ戦で初得点を記録すると、以降は得点を量産。特に、リーグ終盤残り8節では8試合で10ゴールを挙げる活動を見せた。結果、このシーズンはリーグ20ゴールを挙げて2部得点王に輝いた。
2019年8月6日、アルメリアでの活躍を受けて、バーミンガム・シティFCはヒメネスを移籍金約15億円で獲得した。

## タイトル
UDアルメリア
- セグンダ・ディビシオン得点王 : 1回 (2018-19)